# Grallaire secrète
Grallaria eludens
Espèce
Répartition géographique
Statut de conservation UICN

 LC  : Préoccupation mineure
La Grallaire secrète (Grallaria eludens) est une espèce d'oiseaux de la famille des Grallariidae.

## Répartition
Cet oiseau peuple l'ouest de l'Amazonie. 

## Habitat
Elle vit dans la forêt tropicale humide de basse altitude avec des sous-bois denses entre 150 et 500 m d'altitude.